# Alquerque

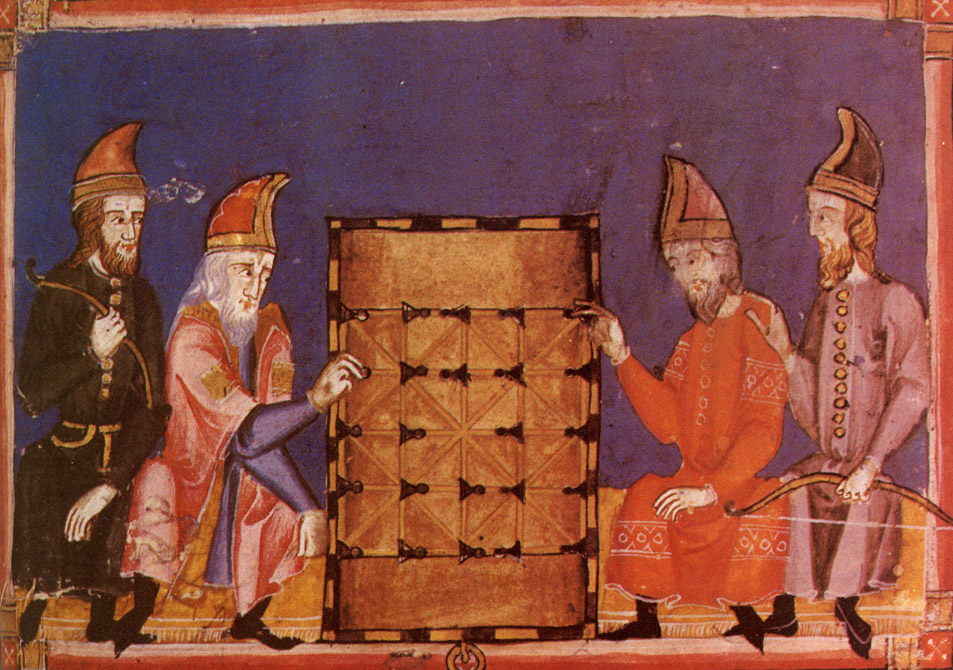
Alquerque en el Libro de los juegos de Alfonso X el Sabio (1283).

El alquerque es un popular juego de mesa que se conoce en tres variedades: alquerque de tres, alquerque de nueve y alquerque de doce. Dos variedades son muy antiguas y originadas en el Medio Oriente. El alquerque de doce se conoce en Europa desde el siglo XIII. Fue la base del juego que hoy se conoce como damas. El rey Alfonso X el Sabio mencionó el alquerque y sus tres variantes en su obra Libro de los juegos.

## Historia
El nombre del alquerque proviene del árabe al qirkat y tal vez las variedades de tres y nueve nacieran en el antiguo Egipto, preservándose también tableros grabados en piedras de  varios templos griegos y romanos del  Mediterráneo.
La primera mención del juego de alquerque de tres y nueve en la literatura es de finales del siglo X, cuando Abu'l-Faraj al-Isfahani habla en su obra Kitab al-Aghani (El libro de las canciones). Traído por los árabes a la península ibérica, está muy presente en la Edad Media española desde el románico donde se han encontrado grabados en piedra en edificios como iglesias y catedrales. No obstante, el soporte preferente para el alquerque sería en tela o madera o, directamente sobre el suelo.
El alquerque de doce se fusionó en el siglo XV con el tablero de  ajedrez y  dio lugar a  las damas. Las reglas más antiguas conocidas del juego de alquerque de doce son las que aparecen en el siglo XIII en  la  obra Libro de axedrez, dados e tablas, de  Alfonso X de Castilla.

## Reglas del juego de alquerque de doce
El tablero está formado por cuatro cuadrados que  forman otro más grande, todos ellos con las diagonales y  las mitades horizontal y vertical marcadas. Se usan 24 piezas, 12 de un color y 12 de otro.
Se empieza con las piezas puestas cómo indica la  figura. Alternativamente, los jugadores mueven una de sus piezas a una posición vacía adyacente, unida por una recta. En lugar de  mover, también podemos capturar (retirar piezas del oponente) mediante un salto corto sobre una pieza contraria. Las capturas se pueden encadenar, siempre con la  misma pieza inicial. En algunas versiones es obligatorio capturar cuando se tiene la oportunidad y si no se hace el oponente nos sopla la  pieza con la que deberíamos haber capturado (la pieza se retira del juego).
Gana quien captura todas las piezas del oponente o le impide moverlas.

## Variantes
El alquerque ha dado lugar a  un gran número de  variantes, como el fetach marroquí o el terhüchü indio, ambos con tableros cuadrados como los del alquerque original, el awithlaknannai de los indios zuni de Nuevo México, con un tablero rectangular, o  el perali kotuma de  Ceilán.
Otras variantes, como el srand o dahmet sahraui y  el dablot prejjesne lapón, son derivaciones más complejas, con tres tipos de  fichas en el segundo caso o  restricciones de  movimiento y coronación de  las fichas que llegan al extremo opuesto (como las damas) en el primer caso.